# 纳克内克
纳克内克（英语：Naknek；中阿拉斯加尤皮克语：Nakniq），美国阿拉斯加州布里斯托湾自治市镇的一个普查规定居民点，位于纳克内克河北岸，与南岸的南纳克内克相望。该地人口544（2010年）。当地经济以鲑鱼捕捞为主。